# Суперкубок Йорданії з футболу 2012
Суперкубок Йорданії з футболу 2013  — 31-й розіграш турніру. Матч відбувся 19 липня 2012 року між чемпіоном і володарем Кубка Йорданії клубом Аль-Файсалі та фіналістом Кубка Йорданії клубом Маншеят Бані Хасан. Клуб Маншеят Бані Хасан не з'явився на матч і йому було зараховано технічну поразку з рахунком 3:0.
| Володар Суперкубка Йорданії 2012 |
| -------------------------------- |
|                                  |
| Аль-Файсалі Чотирнадцятий титул  |

## Матч

### Деталі
| 19 липня 2012 21:00 (EEST) |

| Аль-Файсалі | 3:0 | Маншеят Бані Хасан |
| ----------- | --- | ------------------ |
|             |     |                    |

| Інтернаціональний стадіон, Амман |